# Cmentarz kościelny w Racławicach
Cmentarz kościelny w Racławicach – najstarsza nekropolia powiatu niżańskiego wpisana do rejestru zabytków znajdująca się przy kościele św. Stanisława Biskupa i Męczennika. Usytuowana jest na obrzeżu terasy Sanu przy ul. Rudnickiej w pobliżu drogi krajowej nr 77.

## Historia
Cmentarz kościelny powstał w końcu XIII wieku bądź w XIV wieku przy ówczesnej drewnianej świątyni parafialnej. Był czynny do początku XIX wieku, kiedy to zgodnie z dekretem cesarza Józefa II Habsburga z 11 grudnia 1783 r. założono nowy cmentarz parafialny we wschodniej części Racławic. Pojedynczych pochówków dokonywano jeszcze w początkowych latach I wojny światowej.
Nekropolia została założona na planie pięcioboku. Kształt cmentarza wyznacza starodrzew złożony z lip i od strony północno-wschodniej fasada kościoła św. Stanisława Biskupa i Męczennika. Ogrodzenie terenu składa się z podmurówki i słupów wyłożonych czerwonym piaskowcem oraz przęseł wykonanych z elementów kutych z żelaza. W linii ogrodzenia znajduje się czworoboczna murowana dzwonnica z 1911 r. ozdobiona lizenami i boniowaniem z czerwonego piaskowca.
Teren nekropolii służy obecnie jako ogród przykościelny. Zachował się jeden grób z 1915 r. ze współczesnym kamieniem nagrobnym i inskrypcją.